# مود روني
مود روني (بالإنجليزية: Maude Rooney)‏ هي ناشِطة أيرلندية، ولدت في 1902 في مقاطعة أرما في المملكة المتحدة، وتوفيت في 9 ديسمبر 1974 في دبلن في جمهورية أيرلندا.